# Urquiza (apellido)

Urquiza(o) es un apellido vasco originario de la provincia de Vizcaya en el País Vasco, cuyo significado es abedules (es decir, lugar donde abundan los abedules) y su forma gráfica actual en euskera es "Urkitza", de "urki" abedul y del sufijo abundancial "-tza".
Dado que la lengua vasca o euskera no consiguió una normalización lingüística hasta el año 1968, este apellido y muchos otros de origen vasco se escribían según las normas de la lengua castellana (españolizados). Añadir que la transformación del sufijo vasco "-tza" a "-za" se dio en muchos apellidos vascos cuando el vasco fue perdiendo terreno a favor del castellano, y que la pronunciación de "-tza" es muy parecida al castellano "cha".